# Albuca glandulifera
Albuca glandulifera är en sparrisväxtart som beskrevs av John Charles Manning och Peter Goldblatt. Albuca glandulifera ingår i släktet Albuca och familjen sparrisväxter. Inga underarter finns listade i Catalogue of Life.